# SheBelieves Cup 2024
La SheBelieves Cup 2024 è stata la nona edizione della SheBelieves Cup, torneo a invito riservato a nazionali di calcio femminile, disputata negli Stati Uniti d'America dal 6 al 9 aprile 2024. Il torneo è stato vinto dagli Stati Uniti per la settima volta nella sua storia sportiva.

## Formato
A differenza delle edizioni precedenti, il formato del torneo nel 2024 non prevede un girone all'italiana tra le quattro squadre partecipanti, ma due semifinali e due finali. In caso di pareggio al termine dei 90 minuti, non sono previsti i tempi supplementari ma direttamente i tiri di rigore.

## Stadi
| Atlanta               | Columbus         |
| --------------------- | ---------------- |
| Mercedes-Benz Stadium | Lower.com Field  |
| Capacità: 42 500      | Capacità: 20 371 |
|                       |                  |
| Atlanta Columbus      |                  |

## Nazionali partecipanti
| Squadra     | FIFA/Coca-Cola Women's World Ranking (15 marzo 2024). |
| ----------- | ----------------------------------------------------- |
| Stati Uniti | 4                                                     |
| Giappone    | 7                                                     |
| Canada      | 9                                                     |
| Brasile     | 10                                                    |

## Risultati

### Semifinali
| Arbitro: | Myriam Marcotte |

|                           |           |          |
| Shaw 21’ Horan 77’ (rig.) | Marcatori | 1’ Seike |

| Arbitro: | Tori Penso |

|                                  |                      |                                    |
| Tarciane 22’ (rig.)              | Marcatori            | 77’ Gilles                         |
| Marta Cristiane Antônia Tarciane | Tiri di rigore 2 – 4 | Lawrence Leon J. Rose Awujo Grosso |

### Finale 3º posto
| Arbitro: | Danielle Chesky |

|                       |                      |                             |
| Tanaka 35’            | Marcatori            | 71’ Cristiane               |
| Seike Nagano Hasegawa | Tiri di rigore 0 – 3 | Cristiane Tarciane Angelina |

### Finale
| Arbitro: | Crystal Sobers |

|                                                  |                      |                                                    |
| Smith 50’, 68’                                   | Marcatori            | 40’, 86’ (rig.) Leon                               |
| Rodman Smith Naeher Horan Sonnett Dahlkemper Fox | Tiri di rigore 5 – 4 | Fleming Leon J. Rose Lacasse Grosso Lawrence Viens |

## Statistiche

### Classifica marcatrici
2 reti
- Sophia Smith
- Adriana Leon

1 rete
- Cristiane
- Tarciane
- Vanessa Gilles
- Kiko Seike
- Mina Tanaka
- Lindsey Horan
- Jaedyn Shaw